# Petteri Silván
Petteri Silván   (21 d'octubre de 1972) és un pilot d'enduro finlandès, cinc vegades Campió del Món (incloent-hi el campionat absolut de 1999) i quatre vegades guanyador del Trofeu als ISDE com a membre de l'equip finlandès. El 2022 va ser nomenat FIM Legend.
Silván guanyà les rondes finlandeses del Campionat del Món de 1991, fet que li suposà ésser fitxat per Husqvarna de cara a la temporada següent. Competint en el mundial de 125 cc, acabà subcampió rere Paul Edmondson el 1994 i guanyà el seu primer títol el 1995. Després d'una lesió el 1996, Silván canvià a Gas Gas i a la categoria de 250 cc, guanyant-hi el seu segon títol el 1999. El 2000 tornà a Husqvarna i als 125 cc, acabant-hi segon rere l'oficial de KTM Juha Salminen (qui guanyà totes les proves d'aquell any).
Els anys següents, Silván guanyà els seus dos darrers títols amb Husqvarna (2001 i 2002 abans de canviar a KTM. L'any 2005 es retirà del mundial, tot i que ha seguit competint al Campionat de Finlàndia (guanyant el de 250 cc l'any 2008).

## Palmarès
| Any             | Motocicleta     | Campionat del Món d'enduro | Campionat del Món d'enduro | Campionat del Món d'enduro | Campionat del Món d'enduro | ISDE      | ISDE      | Campionat de Finlándia | Campionat de Finlándia | Campionat de Finlándia |
| Any             | Motocicleta     | 125cc                      | 250cc                      | E1                         | P1                         | J. Trophy | W. Trophy | 175cc                  | 250cc                  | 4T                     |
| --------------- | --------------- | -------------------------- | -------------------------- | -------------------------- | -------------------------- | --------- | --------- | ---------------------- | ---------------------- | ---------------------- |
| 1991            | Suzuki          | 11è                        | -                          | -                          | 2                          |           |           |                        |                        |                        |
| 1992            | Husqvarna       | 6è                         | -                          | -                          | 1                          | 8è        |           |                        |                        |                        |
| 1993            | Husqvarna       | 8è                         | -                          | -                          | 1                          |           |           |                        |                        |                        |
| 1994            | Husqvarna       | 2n                         | -                          | -                          | 3                          | -         | 5è        |                        |                        |                        |
| 1995            | Husqvarna       | 1r                         | -                          | -                          | 5                          | -         | 3r        |                        |                        |                        |
| 1996            | Husqvarna       | 5è                         | -                          | -                          | 3                          | -         | 1r        |                        |                        |                        |
| 1997            | Gas Gas         | -                          | 3r                         | -                          | 2                          | -         | 2n        |                        |                        |                        |
| 1998            | Gas Gas         | -                          | 6è                         | -                          | 2                          | -         | 1r        |                        |                        |                        |
| 1999            | Gas Gas         | -                          | 1r *                       | -                          | 5                          | -         |           |                        |                        |                        |
| 2000            | Husqvarna       | 2n                         | -                          | -                          | 0                          | -         | 18è       |                        |                        |                        |
| 2001            | Husqvarna       | 1r                         | -                          | -                          | 7                          | -         | 16è       |                        |                        |                        |
| 2002            | Husqvarna       | 1r                         | -                          | -                          | 5                          | -         | 1r        |                        |                        |                        |
| 2003            | KTM             | 2n                         | -                          | -                          | 4                          | -         |           |                        |                        |                        |
| 2004            | KTM             | -                          | -                          | 4t                         | 2                          | -         | 1r        |                        |                        |                        |
| 2005            | KTM             | -                          | -                          | 8è                         | 2                          | -         | 2n        |                        |                        |                        |
| 2006            | KTM             | -                          | -                          | -                          | 2                          | -         |           | 2n                     | -                      | -                      |
| 2007            | Suzuki          | -                          | -                          | -                          | 1                          | -         |           | -                      | -                      | 2n                     |
| 2008            | Suzuki          | -                          | -                          | -                          | 3                          | -         |           | -                      | 1r                     | -                      |
| Total victòries | Total victòries |                            |                            |                            | 50                         |           |           |                        |                        |                        |
| Total títols:   | Total títols:   | 3                          | 1                          | 0                          |                            | 0         | 4         | 0                      | 1                      | 0                      |
|                 |                 | 4 mundials + 1 absolut     |                            |                            |                            |           |           |                        |                        |                        |

Notes
1. ↑   La classificació consignada als ISDE fa referència a la posició final obtinguda per l'equip estatal
2. ↑   A P1 s'hi compten les victòries aconseguides en Grans Premis puntuables per al Campionat del Món
3. ↑   Els campionats assenyalats amb * indiquen que en guanyà també el corresponent títol absolut